# رود اونون
رود اونون ( Онон гол) رودی است که به رود اینگودا متصل شده و سپس به رود شیلکا می‌ریزد. این رود از کشورهای مغولستان و روسیه می‌گذرد و ۸۱۸ کیلومتر طول دارد.